# Hyagnis sumatrensis
Hyagnis sumatrensis är en skalbaggsart som beskrevs av Stefan von Breuning 1982. Hyagnis sumatrensis ingår i släktet Hyagnis och familjen långhorningar. Inga underarter finns listade i Catalogue of Life.